# خان جقمق
خان جقمق هو أحد خانات مدينة دمشق الأثرية، الذي نشأ في العهد المملوكي على يد الأمير سيف الدين جقمق نائب الوالي المملوكي للسلطة في دمشق سنة 825 هـ 1421 م، يقع خان جقمق اليوم في سوق مدحت باشا والذي كانت تسميته سوق جقمق.